# Мозамбикская кобра
Мозамбикская кобра (лат. Naja mossambica) — ядовитая змея из семейства аспидов (Elapidae).
Общая длина достигает 90—105 см, максимальная длина — 1,54 м. Голова вытянута, морда тупо закруглённая. Туловище стройное с гладкой чешуёй. Окраска колеблется от светло-серого до оливково-коричневого цвета, края каждой чешуйки — чёрные. Брюхо имеет жёлтый или розовый цвет, на горле имеется несколько тёмных пятен или полос.
Любит луга и редколесья. Активна ночью. Питается лягушками, ящерицами, мелкими млекопитающими, саранчой. 
Плюющийся вид. При нападении раздувает широкий капюшон и может выбросить яд.
Яйцекладущая змея. Самка откладывает 10—20 яиц, из которых вылупляются детёныши длиной 23—25 см.
Это одна из самых опасных африканских змей. К тому же очень нервная и агрессивная. Яд вызывает поражение тканей после укуса. 94% укусов произошло в поселениях людей, 82% жертв были укушены во время сна.
Вид распространён в восточной и южной Африке.